# Swertia arisanensis
Swertia arisanensis är en gentianaväxtart som beskrevs av Bunzo Hayata. Swertia arisanensis ingår i släktet Swertia och familjen gentianaväxter. Inga underarter finns listade i Catalogue of Life.